# Julio Pleguezuelo
Julio José Pleguezuelo Selva (Palma de Mallorca, 26 januari 1997) is een Spaans voetballer die bij voorkeur als centrale verdediger speelt. Sinds 2023 komt hij uit voor Plymouth Argyle FC. Hij speelde in de jeugd van FC Barcelona en maakte op 16-jarige leeftijd een overstap naar Arsenal FC. Daar brak hij niet door. In 2019 verliet hij de Engelse club en tekende hij een contract bij FC Twente in Nederland.

## Clubcarrière
Pleguezuelo speelde in de jeugd bij Atlético Baleares, RCD Espanyol, Atlético Madrid en FC Barcelona. In 2013 trok hij op zestienjarige leeftijd naar Arsenal. Gedurende het seizoen 2016/17 werd hij door Arsenal verhuurd aan RCD Mallorca. Op 7 september 2016 debuteerde de vleugelverdediger in de Copa del Rey tegen CF Reus Deportiu. Hij mocht in de basiself beginnen en werd na 65 minuten vervangen door Juan Rodríguez. Na degradatie van Mallorca uit de Segunda División A keerde Pleguezuelo in de zomer van 2017 terug naar Arsenal.
Vanaf januari 2018 werd Pleguezuelo voor een half jaar verhuurd aan de Spaanse tweededivisionist Gimnàstic de Tarragona. Hij speelde tien wedstrijden voor deze ploeg. Na terugkeer bij Arsenal, maakte hij op 31 oktober 2018 zijn debuut in het eerste elftal van de club in een wedstrijd voor de EFL Cup tegen Blackpool FC. Dit was zijn enige wedstrijd in de hoofdmacht van Arsenal. Pleguezuelo kwam in seizoen 2018/19 verder uit voor het O23-team van de club, waarvan hij aanvoerder was.
In de zomer van 2019 liep zijn contract bij Arsenal af. Pleguezuelo komt vanaf het seizoen 2019/20 uit voor FC Twente in de Nederlandse Eredivisie. Hij tekende een contract voor twee jaar, waarbij de club een optie voor een derde seizoen heeft. In de eerste helft van het seizoen speelde hij door een blessure van Paul Verhaegh voornamelijk op de rechtsback-positie. In de eerste wedstrijd na de winterstop, thuis tegen FC Groningen, kreeg hij voor het eerst een basisplaats als centrale verdediger. Hij werd daarna voornamelijk als centrale verdediger gebruikt. In februari 2021 liep hij op de training een ernstige knieblessure op, waardoor hij voor de rest van het seizoen uitgeschakeld was. Zijn contract werd aan het einde van het seizoen met een jaar verlengd, met een optie voor nog een jaar.
In het seizoen 2022/23 maakt Pleguezuelo veel meer minuten en vooral in de tweede seizoenshelft werd hij basisspeler na een blessure bij ploeggenoot Mees Hilgers. Dit bekroonde hij met twee doelpunten in de laatste twee wedstrijden tegen  RKC Waalwijk en AFC Ajax. In de play-offs om Europees voetbal behaalde hij Europees voetbal met FC Twente. Pleguezuelo en FC Twente kwamen niet tot overeenstemming om zijn aflopende contract te verlengen, waardoor hij in de zomer van 2023 transfervrij verkaste naar Plymouth Argyle FC, dat gepromoveerd is naar het Championship.

## Interlandcarrière
Pleguezelo kwam uit voor het Spaans voetbalelftal onder de 17 en onder de 18.

## Statistieken
| Seizoen | Club                   | Land               | Competitie         | Competitie | Competitie | Beker | Beker | Internationaal | Internationaal | Overig | Overig | Totaal | Totaal |
| Seizoen | Club                   | Land               | Competitie         | Wed.       | Dlp.       | Wed.  | Dlp.  | Wed.           | Dlp.           | Wed.   | Dlp.   | Wed.   | Dlp.   |
| ------- | ---------------------- | ------------------ | ------------------ | ---------- | ---------- | ----- | ----- | -------------- | -------------- | ------ | ------ | ------ | ------ |
| 2016/17 | RCD Mallorca           | Vlag van Spanje    | Segunda División A | 15         | 0          | 2     | 0     | 0              | 0              | 0      | 0      | 17     | 0      |
| 2017/18 | Gimnàstic de Tarragona | Vlag van Spanje    | Segunda División A | 10         | 0          | 0     | 0     | 0              | 0              | 0      | 0      | 10     | 0      |
| 2018/19 | Arsenal FC             | Vlag van Engeland  | Premier League     | 0          | 0          | 1     | 0     | 0              | 0              | 0      | 0      | 1      | 0      |
| 2019/20 | FC Twente              | Vlag van Nederland | Eredivisie         | 19         | 0          | 1     | 0     | 0              | 0              | 0      | 0      | 20     | 0      |
| 2020/21 | FC Twente              | Vlag van Nederland | Eredivisie         | 19         | 1          | 1     | 0     | 0              | 0              | 0      | 0      | 20     | 1      |
| 2021/22 | FC Twente              | Vlag van Nederland | Eredivisie         | 23         | 0          | 3     | 0     | 0              | 0              | 0      | 0      | 26     | 0      |
| 2022/23 | FC Twente              | Vlag van Nederland | Eredivisie         | 23         | 2          | 1     | 0     | 2              | 0              | 4      | 0      | 30     | 2      |
| 2023/24 | Plymouth Argyle FC     | Vlag van Engeland  | EFL Championship   | 32         | 0          | 3     | 0     | 0              | 0              | 0      | 0      | 35     | 0      |
| Totaal  | Totaal                 | Totaal             | Totaal             | 141        | 3          | 12    | 0     | 2              | 0              | 4      | 0      | 159    | 3      |